# Zeppelin- und Garnisonsmuseum Tondern

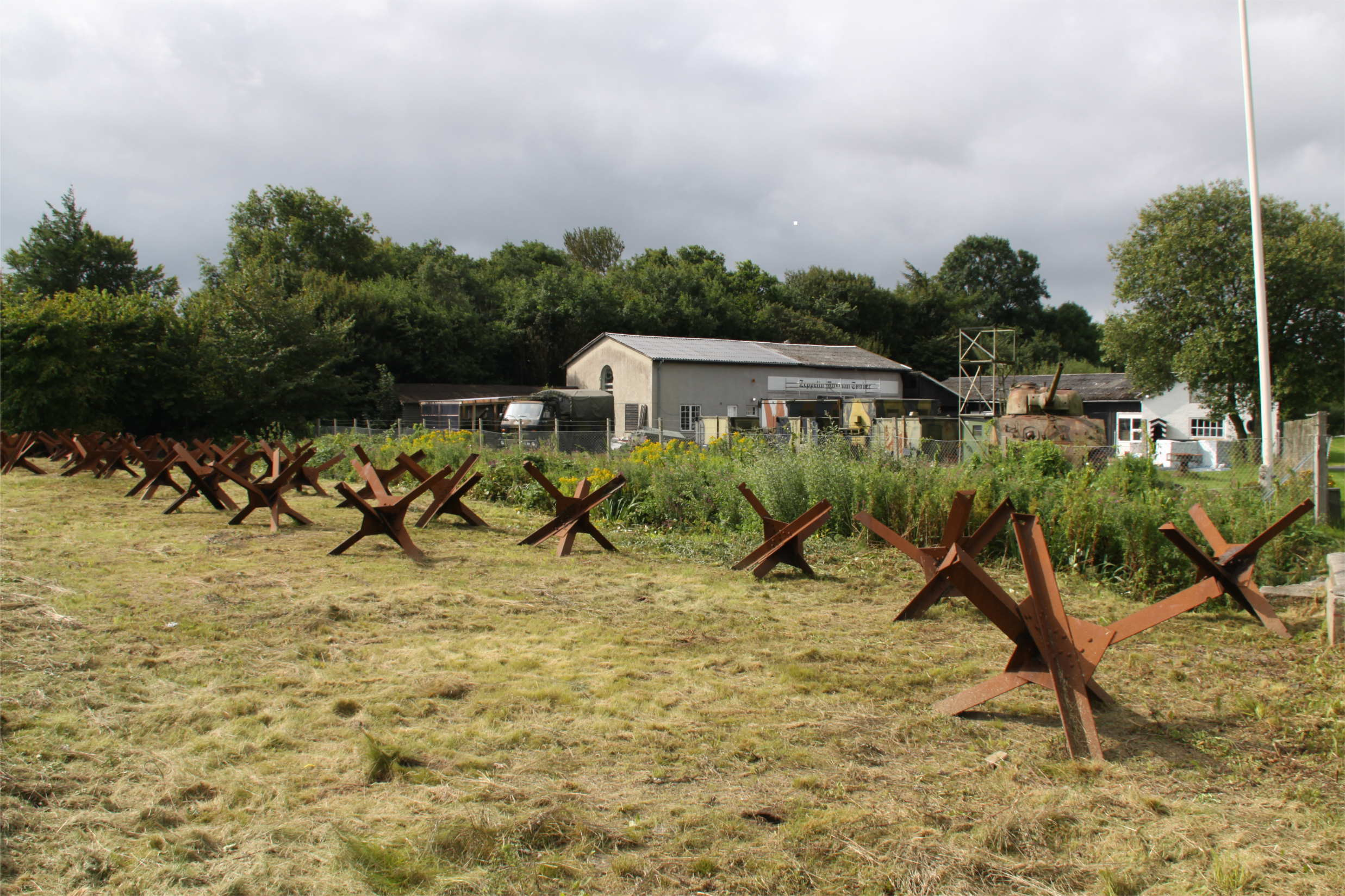
Zeppelinmuseum Tondern

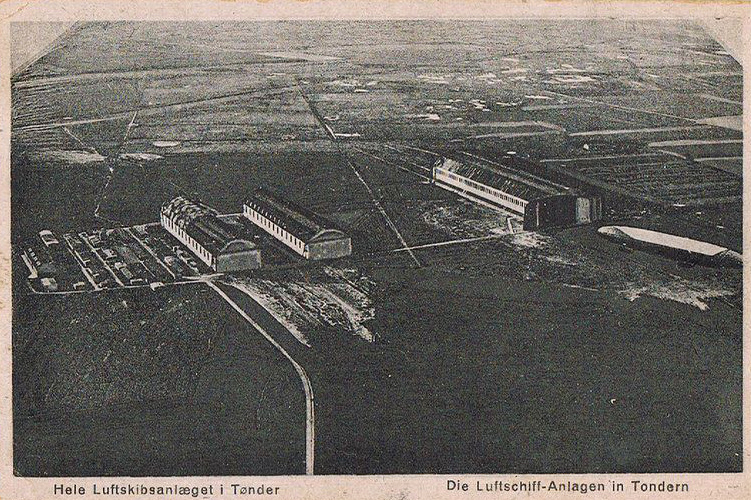
Luftschiffhafen

Das Zeppelin- und Garnisonsmuseum Tondern befindet sich in Tønder in Dänemark. 

## Geschichte
Im Ort lag bis 1920 einer der größten Luftschiffhäfen Deutschlands. Die Angriff auf die Luftschiffhallen von Tondern am 19. Juli 1918 war der erste Luftangriff der Weltgeschichte von einem Flugzeugträger auf ein Ziel an Land, die Luftschiffhallen der Kaiserlichen Marine in Tondern/Tønder in Nordschleswig. 
Eine Ausstellung wurde 1991 eröffnet. Das Museum befindet sich heute im ehemaligen Gaswerk.
Im Freigelände stehen Panzer, Haubitzen und weitere Militärfahrzeuge.

## Projekt Zeppelin Tønder
Mit dem Projekt Zeppelin Tønder soll bis 2028 ein Zentrum über den Ersten Weltkrieg, die riesigen Zeppelin-Hallen und eine der wenigen verbliebenen und sehr gut erhaltenen Flugzeughangars sowie die Geschichte des größten Bauwerks Nordeuropas, die Toska-Halle, entstehen.